# Thermofilum
Genre
Espèces de rang inférieur
- Thermofilum librum
- Thermofilum pendens

Thermofilum est un genre d'archées de la famille des Thermofilaceae.